# Mielec
Mielec (Duits: Mühlenz) is een stad in het Poolse woiwodschap Subkarpaten, gelegen in de powiat Mielecki. De oppervlakte bedraagt 47,36 km², het inwonertal 61.288 (2005).

## Verkeer en vervoer
- Station Mielec
- Station Mielec Fabryka

Stadsdistricten:
Rzeszów · Tarnobrzeg · Przemyśl · Krosno

Districten:
Bieszczady · Brzozów · Dębica · Jarosław · Jasło · Kolbuszowa · Krosno · Łańcut · Lesko · Leżajsk · Lubaczów ·  Mielec · Nisko · Przemyśl · Przeworsk · Ropczyce-Sędziszów · Rzeszów · Sanok · Stalowa Wola · Strzyżów · Tarnobrzeg

Grootste steden:
Dębica · Jarosław · Jasło · Krosno · Mielec · Przemyśl · Rzeszów · Sanok · Stalowa Wola · Tarnobrzeg
- Pools Bureau voor Statistiek

## Sport
- FK Stal Mielec